# Vallée de Joux
Vallée de Joux är en dal i Schweiz.   Den ligger i kantonen Vaud, i den västra delen av landet, 100 km väster om huvudstaden Bern. Vallée de Joux ligger vid sjön Lac de Joux.
I omgivningarna runt Vallée de Joux växer i huvudsak blandskog. Runt Vallée de Joux är det ganska tätbefolkat, med 52 invånare per kvadratkilometer.